# ムアンウドーンターニー郡
座標: 北緯17度24分54秒 東経102度47分12秒 / 北緯17.41500度 東経102.78667度
ムアンウドーンターニー郡（ムアンウドーンターニーぐん）はタイ東北部・ウドーンターニー県にある郡（アムプー）である。ウドーンターニー県の県庁所在地（ムアン）でもある。

## 名称
ウドーンターニーとは北の町という意味である。ウドンタニ、ウドンタニー、ウドンターニーなど日本語における表記は一定しない。タイでは単にウドーンとも呼ばれる。

## 歴史
もともとはバーン・マークケン (บ้านหมากแข้ง) と言う村であったが、チャクリー改革の一環として1897年にプラチャック親王によって都市が建設された。比較的新しい都市である為、都市計画に基づき整備された碁盤目状の道路と、その周囲を囲む環状道路があり、よく整備されている。市内に2つ大きい公園が建設され、市民の憩いの場になっている。郡として成立した際もマークケン郡と呼ばれたが、1938年、県名にあわせムアンウドーンターニー郡と改称した。
ベトナム戦争時には近隣に7つのアメリカ軍基地があったが、1976年にタイに返還された。そのうち、いくつかはすでに存在しない。また、Voice of America の中継局がある。

## 地理
メコン川の形成した平地にあり、南部は山岳地帯になっている。市内の水源は、フワイルワン・ダムに依っている。
国道2号線が南北に通り、ラオスのヴィエンチャンへの玄関口であるノーンカーイとイーサーンの中心都市コーンケーンを結んでいる。この為、メコン川沿いにあるノーンカーイとともに交通の要衝となっている。バンコクからコーンケーンを経由しノンカーイに到達するタイ国鉄がウドーンターニーを経由しており、駅が市街地の南部にある。またウドーンターニー国際空港が市の西部にあり、国内線のみだが数社がバンコクとの間に定期便を運行している。また、ビエンチャン行きの国際バスが、一日に4便タイ＝ラオス友好橋を通ってビエンチャン市内まで運行されている。
また東には国道22号線が出ており、サコンナコーンやナコーンパノムと繋がっており、西は国道210号線が通っており、ルーイ県方面と繋がっている。

### 気候
雨季は4月から10月までで、9月は雨量が多い。12月や1月の朝晩はかなり涼しい。
| ウドーンターニー (1981–2010)の気候                                                   | ウドーンターニー (1981–2010)の気候 | ウドーンターニー (1981–2010)の気候 | ウドーンターニー (1981–2010)の気候 | ウドーンターニー (1981–2010)の気候 | ウドーンターニー (1981–2010)の気候 | ウドーンターニー (1981–2010)の気候 | ウドーンターニー (1981–2010)の気候 | ウドーンターニー (1981–2010)の気候 | ウドーンターニー (1981–2010)の気候 | ウドーンターニー (1981–2010)の気候 | ウドーンターニー (1981–2010)の気候 | ウドーンターニー (1981–2010)の気候 | ウドーンターニー (1981–2010)の気候 |
| 月                                                                                   | 1月                                | 2月                                | 3月                                | 4月                                | 5月                                | 6月                                | 7月                                | 8月                                | 9月                                | 10月                               | 11月                               | 12月                               | 年                                 |
| ------------------------------------------------------------------------------------ | ---------------------------------- | ---------------------------------- | ---------------------------------- | ---------------------------------- | ---------------------------------- | ---------------------------------- | ---------------------------------- | ---------------------------------- | ---------------------------------- | ---------------------------------- | ---------------------------------- | ---------------------------------- | ---------------------------------- |
| 平均最高気温 °C （°F）                                                               | 30.0 (86)                          | 32.4 (90.3)                        | 34.9 (94.8)                        | 36.3 (97.3)                        | 34.4 (93.9)                        | 33.2 (91.8)                        | 32.6 (90.7)                        | 32.0 (89.6)                        | 31.9 (89.4)                        | 31.6 (88.9)                        | 30.7 (87.3)                        | 29.1 (84.4)                        | 32.42 (90.37)                      |
| 平均最低気温 °C （°F）                                                               | 16.5 (61.7)                        | 18.9 (66)                          | 21.9 (71.4)                        | 24.4 (75.9)                        | 24.8 (76.6)                        | 25.0 (77)                          | 24.9 (76.8)                        | 24.6 (76.3)                        | 24.2 (75.6)                        | 22.9 (73.2)                        | 19.7 (67.5)                        | 16.4 (61.5)                        | 22.02 (71.63)                      |
| 雨量 mm （inch）                                                                     | 6.3 (0.248)                        | 16.1 (0.634)                       | 39.3 (1.547)                       | 102.7 (4.043)                      | 199.3 (7.846)                      | 159.6 (6.283)                      | 145.8 (5.74)                       | 184.9 (7.28)                       | 235.0 (9.252)                      | 123.3 (4.854)                      | 20.0 (0.787)                       | 8.7 (0.343)                        | 1,241 (48.857)                     |
| 平均降雨日数 （≥1 mm）                                                               | 1                                  | 3                                  | 4                                  | 8                                  | 16                                 | 18                                 | 18                                 | 21                                 | 18                                 | 8                                  | 2                                  | 1                                  | 118                                |
| % 湿度                                                                               | 65                                 | 63                                 | 60                                 | 63                                 | 74                                 | 78                                 | 78                                 | 81                                 | 81                                 | 76                                 | 69                                 | 67                                 | 71.3                               |
| 出典：Thai Meteorological Department (Normal 1981-2010), (Avg. rainy days 1961-1990) |                                    |                                    |                                    |                                    |                                    |                                    |                                    |                                    |                                    |                                    |                                    |                                    |                                    |

## 経済
地域の主要な産業は農業で、米が主な生産品である。

## 行政区分
郡内には21のタムボンが存在し、その下位に247の村（ムーバーン）が存在する。郡内には8つの自治体（テーサバーン）が存在し以下のようになっている。
- テーサバーンナコーン・ウドーンターニー・・・タムボン・マークケーン全体と、タムボン・ノーンブワ、タムボン・ノーンコーンクワーンの一部
- テーサバーンタムボン・ニコムソンクロ・・・タムボン・ニコムソンクロとタムボン・コークサアートの一部
- テーサバーンタムボン・ノーンブワ・・・タムボン・ノーンブワ、ノーンナーカム、サームプラーオ、ノーンコーンクワーンの一部
- テーサバーンタムボン・バーンチャン・・・タムボン・バーンチャンとタムボン・ノーンコーンクワーンの一部
- テーサバーンタムボン・ナーカー・・・タムボン・ナーカーの一部
- テーサバーンタムボン・ノーンスーンナムカーム・・・タムボン・ノーンスーンの一部
- テーサバーンタムボン・ノーンサムロン・・・タムボン・ナーディーの全体とタムボン・ムーモンとタムボン・バーンルアムの一部。

また郡内には、18のタムボン行政体が設置されている。
1. タムボン・マークケーン・・・ตำบลหมากแข้ง
2. タムボン・ニコムソンクロ・・・ตำบลนิคมสงเคราะห์
3. タムボン・バーンカーオ・・・ตำบลบ้านขาว
4. タムボン・ノーンブワ・・・ตำบลหนองบัว
5. タムボン・バーンタート・・・ตำบลบ้านตาด
6. タムボン・ノーンスーン・・・ตำบลโนนสูง
7. タムボン・ムーモン・・・ตำบลหมูม่น
8. タムボン・チエンユーン・・・ตำบลเชียงยืน
9. タムボン・ノーンナーカム・・・ตำบลหนองนาคำ
10. タムボン・クットサラ・・・ตำบลกุดสระ
11. タムボン・ナーディー・・・ตำบลนาดี
12. タムボン・バーンルアム・・・ตำบลบ้านเลื่อม
13. タムボン・チエンピン・・・ตำบลเชียงพิณ
14. タムボン・サームプラーオ・・・ตำบลสามพร้าว
15. タムボン・ノーンハイ・・・ตำบลหนองไฮ
16. タムボン・ナーカー・・・ตำบลนาข่า
17. タムボン・バーンチャン・・・ตำบลบ้านจั่น
18. タムボン・ノーンコーンクワーン・・・ตำบลหนองขอนกว้าง
19. タムボン・コークサアート・・・ตำบลโคกสะอาด
20. タムボン・ナークワーン・・・ตำบลนากว้าง
21. タムボン・ノーンパイ・・・ตำบลหนองไผ่

## 姉妹都市
- リノ(アメリカ)